# أديل غولدبرغ (عالمة حاسوب، 1963)
أديل غولدبرغ (بالإنجليزية: Adele Goldberg)‏ هي لغوية وعَالِمَة حاسوب أمريكية، ولدت في 9 نوفمبر 1963.